# Harry Champion

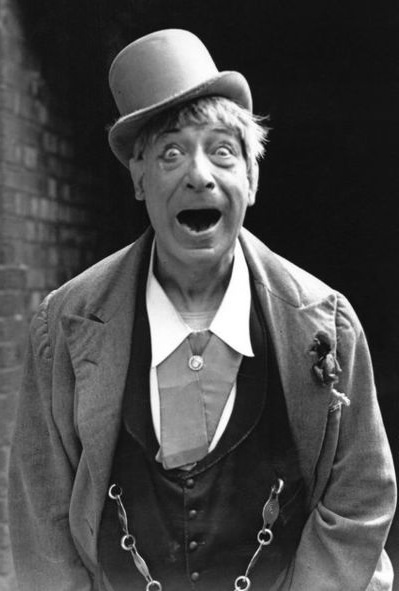
Harry Champion

Harry Champion, eigentlich William Crump, auch Will Conray (* 23. März 1866 in Shoreditch, London; † 14. Januar 1942 in Tottenham) war ein britischer Music-Hall-Sänger, Komiker und Komponist.

## Leben
Crumps erster Künstlername, mit dem er 1888 in den Londoner Music Halls als Komiker auftrat, war Will Conray. Später etablierte er dann die Rolle eines Londoner Cockney und nannte sich Harry Champion. Zu seinem komischen Vortrag gehörten auch lustige Musikstücke zu Alltagsthemen, die er zum Teil auch selbst schrieb. Seine Spezialität war es, seine Cockney-Songs sehr schnell und stakkatoartig vorzutragen und damit das Publikum zu begeistern.
Einige der Lieder aus seinem Repertoire sind Music-Hall-Klassiker, wie zum Beispiel Boiled Beef and Carrots, A Little Bit of Cucumber, (Here Comes Old) Beaver und Ginger, You're Barmy. Einige Lieder sind durch Neuaufnahmen anderer Künstler in den 50er und 60er Jahren bis heute bekannt geblieben. So hatte Peter Sellers mit Any Old Iron seinen ersten Hit, Tommy Steele brachte What a Mouth (What a North and South) bis in die britischen Top 5 und Herman’s Hermits hatten mit ihrer Rock-’n’-Roll-Version des Champion-Standards I'm Henery the Eighth I Am sogar einen Nummer-1-Hit und Millionenseller in den USA.
Von Champion selbst existieren sehr viele Aufnahmen, da er zahlreiche Schallplatten aufgenommen hat und es ihn bis in die 30er Jahre immer wieder ins Aufnahmestudio zog. Er trat 1932 und 1935 bei der Royal Variety Performance auf, einem alljährlichen Benefiz-Galaabend veranstaltet vom britischen Königshaus, und war über seinen 70. Geburtstag hinaus aktiv. Er starb im Alter von 75 Jahren in seinem Wohnort im Londoner Stadtteil Tottenham.

## Diskografie
Bekannte Stücke (mit Jahr der ersten Aufnahme):
Boiled Beef and Carrots (1909), Ginger You're Barmy (1910), I'm Henery the Eighth I Am (1910), Any Old Iron (1911), I'm Proud of My Old Bald Head (1911), When the Old Dun Cow Caught Fire (1911), I'm William the Conquerer (1913), A Little Bit of Cucumber (1914), It's Cold Without Your Trousers (1914), Doctor Shelley (1915), Cockney Bill of London Town (1916), (Here Comes Old) Beaver (1922), The End of My Old Cigar